# Útočiště (Star Trek: Stanice Deep Space Nine)
Útočiště (v anglickém originále Sanctuary) je v pořadí desátá epizoda druhé sezóny seriálu Star Trek: Stanice Deep Space Nine.

## Příběh
Červí dírou projde poškozená loď a její pasažéři jsou transportováni na stanici. Jsou to Skrreeové a jejich jazyk je tak složitý, že univerzální tlumočník zpočátku nefunguje. Zdá se však, že major Kira má jejich důvěru a tak jim dělá průvodce po stanici. Skrreeská žena a její tři společníci mají problémy pochopit pravidla života na stanici, ale když univerzální tlumočník konečně začne fungovat, začnou normálně komunikovat s posádkou.
Žena sdělí posádce, že se jmenuje Haneek a že domovská planeta jejich rasy byla zničena druhem jménem T-Rogorané, kteří jsou členy něčeho, čemu se říká Dominion. Ukáže se, že Skrreeové jsou matriarchální společnost, kde vůdčí roli hrají ženy, což vysvětluje důvěru v Kiru. Komandér Sisko slíbí Haneek, že jejím lidem pomůže najít novou planetu. Když pak přilétají další lodě, všichni jsou vítáni, nevejdou se však na stanici. Odo zmíní, že na stanici se vejde 7000 osob, Skrreeů jsou však celkově tři miliony.
Kira koupí Haneek šaty, o kterých si myslí, že se jí líbily. To bylo ale v době, kdy univerzální tlumočník ještě nefungoval a ukáže se, že ve skutečnosti říkala, že nic tak hrozného ještě neviděla. Kira souhlasí, společně se tomu zasmějí a zdá se, že se z nich stávají přátelé. S příchodem dalších Skrreeů na stanici se Haneek začne obávat, že nenajdou Kentannu, bájný nový domov Skrreeů. Poručík Dax najde pro Skrreey vhodnou planetu Draylon II, ale když jim to jde s Kirou a Siskem oznámit, dozvídají se, že oni už našli svou Kentannu, kterou je Bajor.
V reakci na to přilétají z Bajoru ministryně Rozahn a vedek Sorad, aby informovali Skrrey, že jejich žádost o imigraci byla zamítnuta. Na planetě je hlad a vláda se obává, že by se nedokázala o Skrreey v případě nouze postarat. Oni sice namítají, že žádnou pomoc nečekají, naopak, že jsou farmáři a mohli pomoci planetu zase zúrodnit. Stanovisko Bajoru je však konečné.
Tumak, syn Haneek, vezme jednu ze Skrreeských lodí a letí na Bajor. Na žádost Siska se ho Haneek snaží zastavit. Jeho loď je navíc poškozená a uniká z ní radiace. Bajorská vzdušná hlídka má rozkazy loď nenechat přistát a hrozí ji sestřelit. Sisko se spojí s bajorským generálem, který lodím velí a sdělí mu, že na palubě je chlapec. Než však generál vyšle lodím rozkaz, Tumak vyprovokuje přestřelku a jeho loď kvůli radiaci vybuchne. Skrreeové nemají na výběr a tak souhlasí s přesunem na Draylon II. Haneek se s Kirou loučí s hořkostí, připomíná jí, že jako farmáři mohli Skrreeové Bajoru pomoci a mohli si tak být vzájemně užiteční.
Druhá dějová linie se zabývá přítomností bajorského umělce jménem Varani na stanici. V Quarkově baru, kde mu Kira zařídila možnost koncertovat, hraje tklivé melodie, což rozčiluje Quarka, protože hosté jsou v melancholické náladě a neutrácejí. Kira pak s Varanim promluví a on přislíbí, že bude hrát i něco živějšího. Jak se odvíjí příběh se Skrreey, Kira s Varanim ještě několikrát mluví, například o situaci na Bajoru a rozhodnutí bajorské vlády. Do drobného konfliktu se mezitím dostávají Nog a jeden ze skrreeských chlapců, které Jake a Quark pomáhají urovnat.

## Zajímavosti
- V této epizodě podruhé zazní název Dominion, poprvé se tak stalo v epizodě „Pravidla zisku“.
- V jedné scéně je možné vidět Bajorany tleskat jako lidi. Přitom v jiných epizodách tleskají hřbetem jedné ruky do dlaně druhé ruky.
- Mezi hostujícími herci je Kitty Swink, manželka herce Armina Shimermana (Quark), která hraje bajorskou ministryni Rozahn. Podruhé se objeví ještě v epizodě sedmé řady „Tacking into the Wind“ jako Vorta jménem Luaran.
- V této epizodě hraje skrreeského chlapce Tumaka herec Andrew Koenig, syn herce Waltera Koeniga (Pavel Čechov v původním seriálu Star Trek).